# خورشید نیمه‌شب (رمان)
خون بیشتر (به نروژی: Mere blod) یا خورشید نیمه‌شب (به انگلیسی: Midnight Sun) رمانی از یو نسبو نویسندهٔ سرشناس نروژی است. این رمان ادامهٔ رمان خون بر برف، اما از لحاظ موضوعی مستقل از آن است.
این نخستین ترجمه از رمان‌های یو نسبو به زبان فارسی است.

## خلاصه رمان
این رمان دربارهٔ مردی است که از دست فیشرمن، سردمدار قاچاقچیان و توزیع‌کنندگان مواد مخدر در نروژ، فرار می‌کند و از شمالی‌ترین نقطهٔ کشور نروژ، روستایی در ناحیهٔ فین‌مارک سر درمی‌آورد، مکانی کم‌جمعیت که در فصل تابستان خورشید هیچ‌گاه غروب نمی‌کند.

## ژانر
«خورشید نیمه‌شب» را می‌توان در زمرهٔ ژانر جنایی دانست، اما عشق هم نقش مهمی در آن ایفا می‌کند. در این رمان خواننده از طریق پی بردن به ذهنیات ضدقهرمانِ فراری و آشنایی با مواجههٔ اگزیستانسیالیستی او با مسائلی چون زندگی، عشق، مرگ، مذهب، ناکامی، یأس، رستگاری و… سر ذوق می‌آید و تعلیق را در فاصلهٔ خالی مابین خطوط صفحات کتاب، یعنی در نبود کنشی هیجان‌انگیز احساس می‌کند. به تعبیری نسبو در این رمان حتی یک کلمه بیشتر از آنچه باید، به کار نمی‌برد؛ با این حال در این رمانِ سرراست، خواننده هر لحظه منتظر خطری در کمین است.
نسبو با اختیار زاویهٔ دید اول‌شخص و تأکید بر شخصیت‌پردازی، توانسته به نثری ناب و بی‌پیرایه و گاه طنزآمیز دست پیدا کند و به‌گونه‌ای مکنونات شخصیت اصلی را برای مخاطب بشکافد که این رمان هم‌ردیف با داستان‌های دلهره‌آور (تریلر) روان‌شناختی قرار بگیرد.

## شخصیت‌های اصلی
- یون (راویِ ضدقهرمان)
- لیا (زنی جوان و خادم کلیسا)
- کِنوت (پسر ده‌سالهٔ لیا)

## نقد
توصیف‌های نسبو از مناظر و شخصیت‌ها و همچنین استفاده از دیالوگ‌های مینیمال و مونولوگهای درونی بلند باعث شده این اثر را با فیلم‌های نوآر دههٔ ۴۰ و ۵۰ میلادی و فیلم‌های کوئنتین تارانتینو، و از لحاظ درون‌مایه با فیلم نور زمستانی (Winter Light) ساختهٔ اینگمار برگمان مقایسه کنند.

## حواشی ترجمه در ایران
بنابر یادداشت مترجم کتاب در سایت گودریدز، ناشر این کتاب (نشر چترنگ) حقوق مادی و معنوی مترجم را پرداخت نمی‌کند و مترجم خواستار تحریم این کتاب و این ناشر است.